# Peter Bucher
Peter Bucher, nemški rokometaš, * 3. april 1947, † 3. maj 2019.
Leta 1972 je na poletnih olimpijskih igrah v Münchnu v sestavi zahodnonemške rokometne reprezentance osvojil šesto mesto.